# Het einde van Sint Petersburg
Het eind van Sint Petersburg is een concertsuite die Alfred Schnittke onttrok aan zijn muziek voor de gelijknamige film van Wsewolod Pudowkin uit 1927. Schnittke had al enige tijd genoeg van het schrijven van filmmuziek. Het deed hem denken aan de tijd dat hij daar artistiek en commercieel van afhankelijk was, aangezien zijn normale muziek aan hevige kritiek van de Sovjet-autoriteiten onderhevig was. Dat was eind jaren tachtig minder het geval, Schnittke had een reputatie in het westen verworven en kon zich toen vrijer bewegen. Op verzoek van de ZDF componeerde hij muziek bij deze stomme film en onttrok daar later een concertsuite uit. Deze bestaat uit vijf titelloze delen.
De muziek is gecomponeerd door Alfred en zijn zoon Andrej; Alfred componeerde voor de akoestische instrumenten; Andrej voor de synthesizers. De muziek is gecomponeerd voor kamerorkest, elektronica, mezzosopraan en koor en kreeg een première door het Ensemble Modern; in de suite verdwenen de zangpartijen.

## Film
De film behandelt de thematiek van een boerenzoon die 1913-1917 terechtkomt in Sint-Petersburg en meegevoerd wordt in de stroming die uiteindelijk zou leiden tot de Russische Revolutie. Die revolutie leidde uiteindelijk ook tot het “einde” van de stad; zij werd omgedoopt tot Leningrad. Ironisch is dat toen Schnittke de muziek componeerde het eind van Leningrad naderend was, de stad kreeg niet veel later haar oude naam weer terug.

## Bron en discografie
- Uitgave CPO; Rundfunk-Sinfonieorchester Berlin onder leiding van Frank Strobel